# باتريك هنري
باتريك هنري (29 مايو 1736 - 6 يونيو 1799) كان مزارع ومحام وسياسي أمريكي شغل منصب أول والسادس حاكم بعد الاستعمار من ولاية فرجينيا بين عامي 1776-1779 وعامي 1784-1786.
باتريك هنري
باتريك هنري (ولد في 29 مايو عام 1736 وتوفي في 6 يونيو عام 1799). كان محاميًا ومزارعًا وخطيبًا أمريكيًا، اشتهر بتصريحه ضمن اتفاقية فيرجينيا الثانية عام 1775: «أعطني الحرية أو أعطني الموت!» كان من الآباء المؤسسين، والحاكم الأول والسادس لولاية فرجينيا في فترة ما بعد الاستعمار، بين عامي 1776 و1779 وبين عامي 1784 و1786.
ولد هنري في مقاطعة هانوفر بولاية فيرجينيا، وتلقى الجزء الأكبر من تعليمه في المنزل. بعد مجازفة فاشلة في إدارته متجرًا، ومساعدة حماه في حانة هانوفر، أصبح هنري محاميًا عبر الدراسة الذاتية. بدأ مزاولة مهنته في عام 1760، وسرعان ما برز اسمه على إثر الفوز في قضية بارسون ضد رجل دين إنجيلي. انتُخب هنري في مجلس بورغيس، والذي برز فيه على إثر خطابه التحريضي ضد قانون الطابع عام 1765.
بين عامي 1774 و1775، عمل هنري مندوبًا للكونغرس القاري الأول والثاني، إلا أنه لم يُبرز حضورًا قويًا. كسب هنري شهرة واسعة بين شعب فيرجينيا عبر خطابه في المؤتمر وأيضًا عبر مسيرة القوات نحو العاصمة الاستعمارية ويليامزبرغ بعد حاثة البارود حتى دفع ثمن الذخائر التي استولت عليها الحكومة الملكية. سعى هنري نحو الاستقلال، ومع تأييد مؤتمر فيرجينيا الخامس لذلك في عام 1775، خدم في اللجنة المكلفة بصياغة إعلان فيرجينيا للحقوق ودستور فيرجينيا. انتُخب هنري على الفور حاكمًا للولاية بموجب الميثاق الجديد، واستمر في منصبه بما مجموعه خمس دورات، كل دورة مدتها سنة.
بعد تركه منصبه كحاكم للولاية في عام 1779، قدّم هنري خدمته في مجلس نواب فيرجينيا حتى بدء دورتيه الأخيرتين كحاكم للولاية عام 1784. جعلت أنشطة الحكومة الوطنية تحت ميثاق الكونفدرالية هنري يخشى قيام حكومة فدرالية قوية ورفض تعيينه مندوبًا للاجتماع الدستوري للولايات المتحدة عام 1787. عارض بقوة إقرار الحكومة للدستور. عاد إلى مزاولة المحاماة في سنواته الأخيرة، رافضًا عددًا من المكاتب تحت الحكومة الفدرالية. على الرغم من كونه تاجرًا للرقيق خلال سنوات رشده، إلا أنه تأمل نهاية هذا الفعل، ولم يمتلك خطة لذلك أكثر من إيقاف استيراد العبيد. يتذكر الناس هنري من أجل خطاباته، إذ كان مروّجًا حماسيًا للكفاح في سبيل الاستقلال.

## النشأة والصعوبات (1736 - 1759)
ولد هنري في مزرعة عائلة في ستودلي، ضمن مقاطعة هانوفر التابعة لمستعمرة فيرجينيا في 29 مايو عام 1736. كان والده جون هنري مهاجرًا من أبردينشاير باسكتلندا، والذي التحق بكلية كينغ التابعة لجامعة أبردين قبل هجرته إلى فيرجينيا في عشرينيات القرن الثامن عشر. بعد استقراره في مقاطعة هانوفر حوالي العام 1732، تزوج جون هنري من سارة وينستن سايم، وهي أرملة ثرية تتبع لعائلة محلية بارزة ذات أصول إنجليزية.
شارك باتريك هنري اسمه مع عمه الذي كان كاهنًا انجيليًا، وحتى وفاة العم باتريك عام 1777، كان يلقب بباتريك هنري الابن.
التحق هنري بالمدرسة المحلية في العاشرة من عمره. ولم تكن هناك أكاديمية وقتها ضمن مقاطعة هانوفر، لذا تلقى تعليمه في المنزل بمساعدة والده. قضى هنري أوقات فراغة بما كان يتسنى له وقتها، كالغناء والرقص، وكان مولعًا بالصيد. مع تلقي أخيه الكبير جون سايم الابن كلّ أراضي وعبيد العائلة، اضطر هنري إلى شق طريقه لوحده في الحياة. في سن الخامسة عشر، عمل موظفًا لدى بائعٍ محلي، وفتح في السنة التالية متجرًا بصحبة أخيه الأكبر ويليام، إلا أن المتجر لم يلق نجاحًا.
وصل الإحياء الديني الذي عُرف باسم «الصحوة الكبرى» إلى فيرجينيا عندما كان هنري طفلًا. كان والده إنجيليًا صارمًا، إلا أن أمه غالبًا ما كانت تأخذه للاستماع إلى الدعاة المشيخيين. على الرغم من بقاء هنري إنجيليًا طوال حياته، علّمه بعض الكهنة مثل صموئيل ديفيز بأن إنقاذ روح شخص واحد لا يكفي، بل على المرء المساعدة في إنقاذ المجتمع. تعلم بأنه على الخطابة أن تصل إلى قلب المستمع، وليس فقط مجرد إقناع مبنيَ على المنطق. استلهم من المبشرين أسلوب خطابته، ساعيًا التحدث إلى الناس باستخدام لغتهم.
لعب الدين دورًا رئيسيًا في حياة هنري؛ إذ كان كلّ من والده وعمه الحامل نفس اسمه متدينين تقيين، ولعب كل منهما تأثيرًا كبيرًا في حياته. مع ذلك، لم يكن مرتاحًا لفكرة كون الكنيسة الإنجيلية هي الدين المعترف به رسميًا في فيرجينيا، وحارب من أجل الحرية الدينية خلال سنوات عمله. كتب هنري إلى مجموعة من المعمدانيين الذين أرسلوا له رسالة تهنئة على إثر انتخابه حاكمًا في عام 1776، «أمنيتي هي أن تجمع الدعوة المسيحية عبر الحب والتسامح كل القناعات المختلفة على إنهم إخوة». انتقد ولايته فيرجينيا، إذ شعر أن العبودية وقلّة التسامح الديني أعاق تطورها. قال في إتفاقية تصديق فيرجينيا عام 1788، «إن الدين أو الواجب الذي ندينه لخالقنا، وطريقة تنفيذه، يمكن توجيهه فقط عبر المنطق والقناعة، لا عبر القوة والعنف، وبذلك يملك جميع الناس حقًا متساوٍ غير قابل للتصرف في حرية ممارسة الديانة حسب ما يمليه الضمير، ولا يجب تفضيل أو إنشاء أي طائفة دينية أو مجتمع على حساب الآخر».
في عام 1754، تزوج هنري من سارا شيلتون ضمن قاعة الاستقبال في بيت عائلتها، رورال بلينز (عُرف المنزل أيضًا باسم شيلتون هاوس). كهدية زواج، قدّم الأب إلى الزوج ستة عبيد و1.2 كم2 من الأرض في باين سلاش، ميكانيكسفيل. استُنزفت أرض باين سلاشات بسبب الزراعات السابقة، وعمل هنري مع العبيد لإنشاء حقول جديدة. كان النصف الآخر من خمسينيات القرن الثامن عشر عبارة عن سنوات جفاف حلّت على فيرجينيا، وبعد احتراق المنزل الرئيسي، استسلم هنري وعاد إلى حانة هانوفر المملوكة من قبل والدة سارة.
عمل هنري غالبًا كمضيف في حانة هانوفر كجزءٍ من واجباته، وأمتع الضيوف عبر عزفه على الكمان. من بين أولئك الذين مكثوا خلال ذلك الوقت، كان توماس جيفرسون، بعمر 17 عامًا، في طريقه إلى الدراسة في كلية ويليام وماري، وكتب لاحقًا بأنه أصبح على معرفة جيدة بهاري حينها، بصرف النظر عن فارق العمر بينهما الذي بلغ ست سنوات. قال جيفرسون لدانيل ويبستر عام 1824، «كان هنري في الأساس جرسونًا»، وهو وصفٌ وجده كتّاب السيرة الذاتية لهنري غير عادل؛ إذ كان دوره أكثر سيطرة من ذلك، وأن الهدف الرئيسي من حانة هانوفر كان خدمة المسافرين وليس صبّ الكحول. رفض وليام ويرت، وهو كاتب السيرة الذاتية الأول لهنري، اقتراح جيفرسون بأن هنري حينها كان نادلًا، بل أشار إلى أنه كان من الطبيعي جدًا في حالة السيد هنري فعل ما يتوجب عليه لضمان راحة المسافرين.

## روابط خارجية
- باتريك هنري على موقع الموسوعة البريطانية (الإنجليزية)
- باتريك هنري على موقع ميوزك برينز (الإنجليزية)
- باتريك هنري على موقع إن إن دي بي (الإنجليزية)
- باتريك هنري على موقع ديسكوغز (الإنجليزية)

- الحياة في وقت مبكر هنري وتايمز من باتريك هنري التذكاري الوطني.